# 重光産業

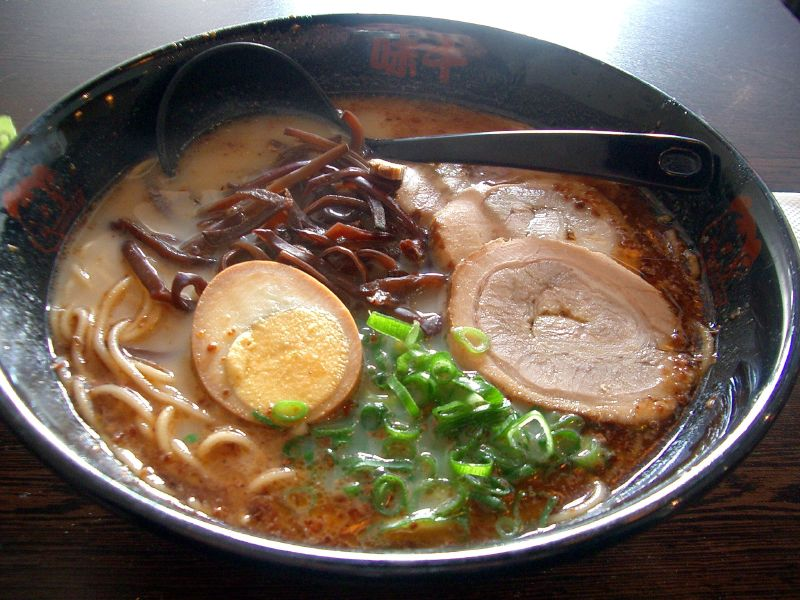
味千ラーメン

重光産業株式会社（しげみつさんぎょう、英: SHIGEMITSU INDUSTRY CO.,LTD.）は、味千ラーメンを展開する外食チェーン店である。
1968年に台湾出身の客家、重光孝治が熊本で創業した。現在は日本国外にもチェーン店を展開している。

## 沿革
- 1968年 - 専門店用の生麺とベースの製造販売を開始。
- 1972年7月 - 株式会社を設立。大津工場において、生麺、調味料、スープ等の製造をすると共に「味千ラーメン」と銘打って、チェーン店を募集し組織化を開始。
- 1981年 - 中華製品の開発、加盟者の教育店として「中華味千本店」を開設。
- 1989年6月 - 戸島工場を新設し、大津工場を閉鎖、戸島工場へ移転。深圳味千有限公司設立。
- 1994年 - 台湾台北に海外1号店出店（合弁）。（現在は閉店）
- 1995年 - 中国北京に1号店出店（合弁）。
- 1996年 - ライセンス企業が香港1号店出店（合弁）。
- 1997年 - ライセンス企業が香港2号店出店。シンガポールFC出店。
- 1999年 - 東京池袋店オープン。東京事務所開設。この年、国内130、海外31店舗を持つ。
- 2000年 - 上海領先餐飲管理有限公司（後の味千中国ホールデイングス（中国語版））設立。
- 2001年 - ニューヨークFC出店。福岡・キャナルシティ博多のラーメンスタジアムに出店。
- 2002年 - 味千本店リニューアルオープン。
- 2003年 - ISO 9001取得。
- 2007年 - 味千中国ホールデイングス、香港株式上場。
- 2010年 - 11月1日に熊本地方裁判所に対して民事再生法を適用申請した桂花ラーメンを展開する「株式会社桂花」の支援企業となる。
- 2017年 - 菊陽町に工場を新設し、熊本市東区戸島より本社を移転した[3][4]。
- 2023年 - 「味千」メニューと「桂花」メニューが一体化し、2ブランドの味が同時に味わえる「味千×桂花」が阿蘇くまもと空港に初出店。続いて、SAKURA MACHI Kumamotoにも出店。
- 2024年6月 - 鹿児島県で鹿児島ラーメンの代表格とされる「ざぼんラーメン」を7店舗展開する株式会社ざぼんを経営統合、重光克昭が同社の代表取締役社長に就任。経営統合はざぼんの後継者不在が要因[5]。

## 関連図書
- 『中国で一番成功している日本の外食チェーンは熊本の小さなラーメン屋だって知ってますか？』重光克昭（2010年、ダイヤモンド社）ISBN 9784478014202